# Yūichi Nemoto
Yūichi Nemoto (japanisch 根本 裕一 Nemoto Yūichi; * 21. Juli 1981 in der Präfektur Ibaraki) ist ein ehemaliger japanischer Fußballspieler.

## Karriere
Nemoto erlernte das Fußballspielen in der Jugendmannschaft von Kashima Antlers. Seinen ersten Vertrag unterschrieb er 2000 bei den Kashima Antlers. Der Verein spielte in der höchsten Liga des Landes, der J1 League. 2000 gewann er mit dem Verein den japanischen Meistertitel, den J.League Cup und den Kaiserpokal. 2001 gewann er mit dem Verein erneut die J1 League. Für den Verein absolvierte er fünf Erstligaspiele. 2002 wechselte er zum Zweitligisten Cerezo Osaka. 2002 wurde er mit dem Verein Vizemeister der J2 League. Für den Verein absolvierte er 34 Spiele. 2003 wechselte er zum Erstligisten Vegalta Sendai. Für den Verein absolvierte er 28 Erstligaspiele. 2004 wechselte er zum Ligakonkurrenten Ōita Trinita. 2008 gewann er mit dem Verein den J.League Cup. Für den Verein absolvierte er 100 Erstligaspiele. Im Juni 2008 wechselte er zum Ligakonkurrenten JEF United Chiba. Für den Verein absolvierte er sieben Erstligaspiele. Danach spielte er bei Zweigen Kanazawa. Ende 2012 beendete er seine Karriere als Fußballspieler.

## Erfolge
Kashima Antlers
- J1 League

Meister: 2000, 2001
- J.League Cup

Sieger: 2000
- Kaiserpokal

Sieger: 2000
Oita Trinita
- J.League Cup

Sieger: 2008